# Dactylocladius macrotomus
Dactylocladius macrotomus är en tvåvingeart som först beskrevs av August Friedrich Thienemann och Jean-Jacques Kieffer 1916.  Dactylocladius macrotomus ingår i släktet Dactylocladius och familjen fjädermyggor.
Artens utbredningsområde är Sverige. Inga underarter finns listade i Catalogue of Life.